# Eurithia argyrocephala
Eurithia argyrocephala är en tvåvingeart som först beskrevs av Villeneuve 1912.  Eurithia argyrocephala ingår i släktet Eurithia och familjen parasitflugor. Inga underarter finns listade i Catalogue of Life.